# Słowiński nationalpark
Słowiński nationalpark (polska: Słowiński Park Narodowy) är en nationalpark i Pommerns vojvodskap i norra Polen. Parken ligger längs Östersjökusten, mellan Łeba och Rowy. Parkens norra gräns består av en 32,5 kilometer lång kuststräcka. 
Słowiński nationalpark öppnade år 1967, med en area på 180,69 km². Idag har ytan ökat till 186,18 km², varav 102,13 km² är vatten och 45,99 km² är skog.